# Ellegarden
Ellegarden, stylisé ELLEGARDEN, est un groupe de punk rock japonais, originaire de Chiba, près de Tokyo. Le groupe est en pause depuis 2008.

## Biographie
Ellegarden est formé à la fin de l'année 1998 à Chiba, près de Tokyo, lorsque Takeshi Hosomi, à cette période ingénieur en informatique, rencontre Shinichi Ubukata, qui jouait de la guitare et cherchait un chanteur pour son groupe. Hosomi écrira ses chansons en anglais, et le groupe sera rejoint par le bassiste Yuichi Takada et le batteur Hirotaka Takahashi. Ellegarden se fait connaître dans la scène indépendante surtout par ses concerts. Il faut attendre deux ans pour que le groupe sorte son premier album studio. 
En 2001, Ellegarden signe avec le label japonais Dynamord, et publie son premier EP, Bare Foot, suivi par l'album Don't Trust Anyone But Us, au printemps 2002. L'album est un succès, jamais démenti depuis. En 2003 sort leur deuxième album studio, Bring Your Board!!, suivi d'un troisième, Pepperoni Quattro, en 2004.
L'album Eleven Fire Crackers (2006) est publié en Amérique du Nord par le label Nettwerk en été 2007. Habitués à jouer au Japon, avec notamment Foo Fighters et Sum 41, Ellegarden fait ses débuts scéniques aux États-Unis en 2006 avec une tournée de sept dates à la South by Southwest Music Conference. En 2006, Ellegarden joue dans plusieurs festivals d'été japonais, comme le Fuji Rock, Summer Sonic, Nano Mugen Festival, et le Rising Sun Rock Festival. Leur dernier concert de l'année se fait avec Allister, durant le SXSW. Ils seront aussi soutenus par les Foo Fighters à leur concert au Osaka Castle Hall. En 2007, ils jouent à l'Arabaki Rock Fest.
En 2008, le groupe annonce qu'il suspend ses activités pour une durée indéterminée, malgré la préparation en cours d'un nouvel album. Le groupe se sépare en 2008, laissant derrière eux un album inachevé. La carrière du groupe s'achève sur quelques concerts et un best-of intitulé Ellegarden Best (1999–2008). Le site web officiel ferme ses portes pour laisser un message d'adieu et un lien vers les activités de chacun des membres séparés.

## Style musical
Ellegarden joue un punk rock très proche des principaux groupes nord-américains du genre tels que Blink 182, Sum 41, ou encore Simple Plan. Leurs chansons sont écrites en japonais et en anglais. Le succès d'Ellegarden est tel que leurs albums occupent régulièrement les premières places des charts majors alors que le groupe est resté indépendant.

## Membres
- Takeshi Hosomi (細美 武士, Hosomi Takeshi?) - chant, guitare
- Shin'ichi Ubukata (生形 真一, Ubukata Shin'ichi?) - guitare
- Yuichi Takada (高田 雄一, Takada Yuichi?) - basse (aussi du groupe Meaning)
- Takahashi Hirotaka - batterie

## Discographie

### Albums studio
- 2002 : Don't Trust Anyone But Us
- 2003 : Bring Your Board!!
- 2004 : Pepperoni Quattro
- 2005 : Riot on the Grill
- 2006 : Eleven Fire Crackers

### Compilations
- 2007 : Figureheads Compilation
- 2008 : Ellegarden Best (1998-2008)

### EP
- 2001 : Ellegarden
- 2002 : My Own Destruction